# Walter Koenig
Walter Marvin Koenig (Chicago, 14 settembre 1936) è un attore statunitense, noto per aver interpretato Pavel Chekov nel franchise di fantascienza Star Trek.

## Biografia

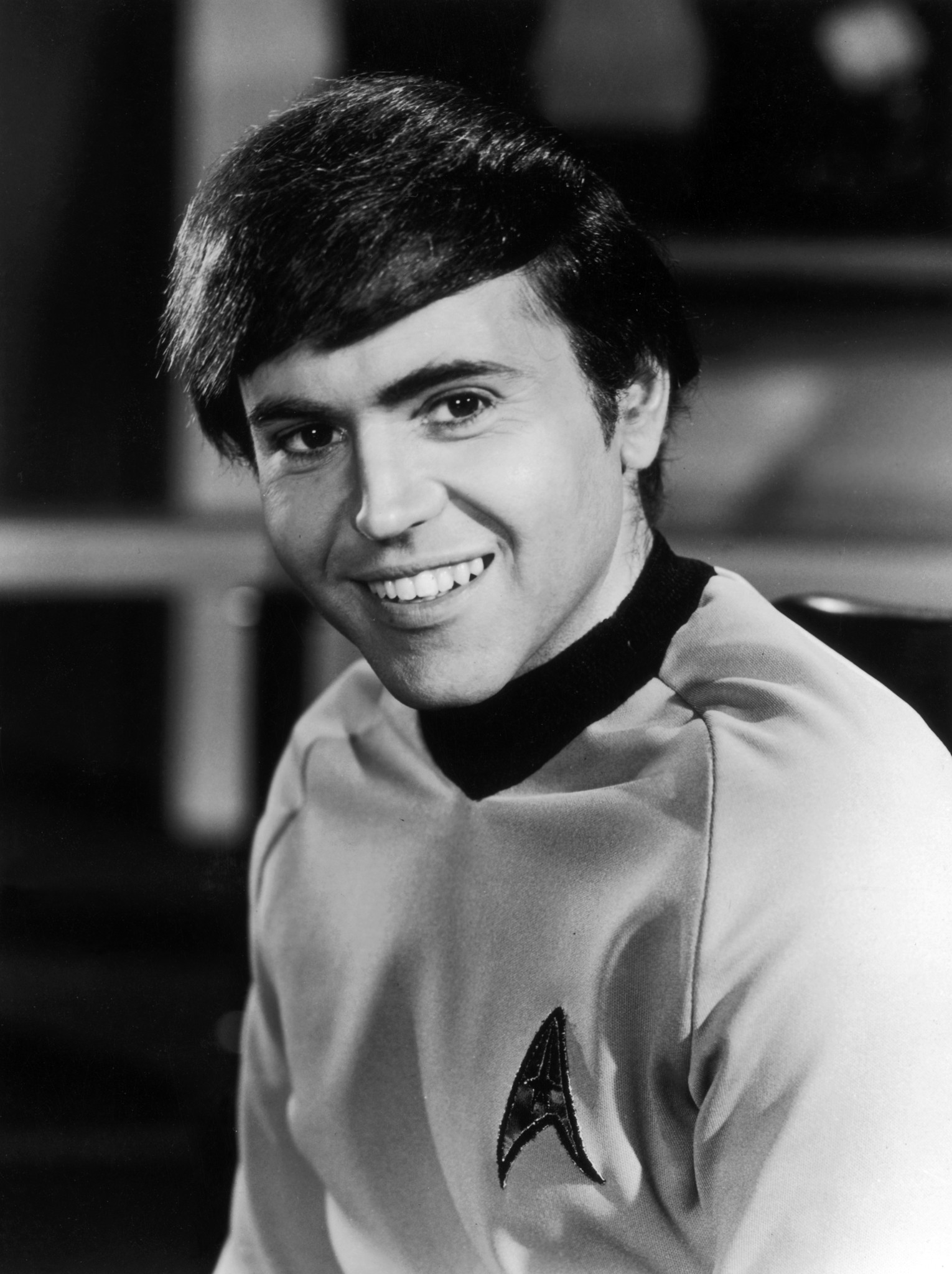
Koenig in una foto promozionale di Star Trek

Partecipò alla prima produzione televisiva di Gene Roddenberry, la serie della NBC The Lieutenant del 1963-1964, nella quale interpretava il ruolo significativo del sergente John Delwyn. Venne in seguito scelto per la parte di Chekov a causa della sua somiglianza a Davy Jones, per attrarre il pubblico più giovane, soprattutto le ragazze. È un ebreo di discendenza russa, ma i suoi genitori cambiarono il cognome da Koenigsberg a Koenig e asserirono di essere di discendenza lituana durante il periodo della caccia alle streghe del senatore Joseph McCarthy. Frequentò il Grinnell College di Grinnell dell'Iowa.
Oltre al ruolo di Chekov, il suo ruolo più famoso è quello dell'agente Alfred Bester dei Psi Cop nella serie di fantascienza televisiva Babylon 5. Koenig fu l'ospite speciale del dodicesimo episodio e al termine della terza stagione la produzione lo propose per un premio Emmy. Avrebbe dovuto interpretare Bester anche nello spin-off Crusade, ma la serie venne cancellata prima che venisse filmato l'episodio in cui doveva comparire. Nel 1976 ha interpretato la parte del sergente di polizia Johnson in Ciak si uccide, primo episodio della sesta stagione della serie TV Colombo.
Oltre al suo ruolo di attore ha scritto anche una manciata di episodi per alcune serie TV: Star Trek, La valle dei dinosauri, In casa Lawrence e Il principe delle stelle. Ha tenuto corsi di recitazione e regia all'UCLA, al Sherwood Oaks Experiment Film College, all'Actor's Alley Repertory Company di Los Angeles e alla California School of Professional Psychology.
Ha subito un intervento chirurgico di bypass al cuore nel 1993. Il suo ruolo come Bester nacque da questo incidente, poiché l'immobilizzazione forzata a letto lo forzò a rinunciare ad un cameo in Babylon 5, ma il produttore gli promise che gli avrebbe dato un'altra opportunità di comparire (che fu appunto il ruolo di Bester).
Nel 2002 ha diretto versioni teatrali di due episodi originali di The Twilight Zone. Nel 2005 venne annunciato che avrebbe ripreso il suo ruolo come Chekov in un prossimo episodio di Star Trek: New Voyages, una serie creata da fan su internet che si svolge nel quarto anno dell'originale missione quinquennale (e che non venne girata a causa della cancellazione della sua produzione).

## Vita privata
Dopo un primo matrimonio con l'attrice Anjanette Comer, dal 1965 è sposato con Judy Levitt, da cui ha avuto un figlio, Joshua Andrew Koenig, protagonista di Genitori in blue jeans e apparso in un episodio di Star Trek: Deep Space Nine dal titolo Sanctuary, e una figlia, Danielle Koenig, una delle autrici di Invader Zim.

## Filmografia parziale

### Cinema
- Star Trek - The Motion Picture (Star Trek: The Motion Picture), regia di Robert Wise (1979) – Pavel Chekov
- Star Trek II - L'ira di Khan (Star Trek II: The Wrath of Khan), regia di Nicholas Meyer (1982) – Pavel Chekov
- Star Trek III - Alla ricerca di Spock (Star Trek III: The Search for Spock), regia di Leonard Nimoy (1984) – Pavel Chekov
- Rotta verso la Terra (Star Trek IV: The Voyage Home), regia di Leonard Nimoy (1986) – Pavel Chekov
- Moontrap - Destinazione Terra (Moontrap), regia di Robert Dyke (1989)
- Star Trek V - L'ultima frontiera (Star Trek V: The Final Frontier), regia di William Shatner (1989) – Pavel Chekov
- Rotta verso l'ignoto (Star Trek VI: The Undiscovered), regia di Nicholas Meyer (1991) – Pavel Chekov
- Generazioni (Star Trek: Generations) (1994) – Pavel Chekov

### Televisione
- La grande avventura (The Great Adventure) – serie TV, episodio 1x04 (1963)
- Mr. Novak – serie TV, episodi 1x12-2x02-2x28 (1963-1965)
- The Lieutenant – serie TV, episodio 1x27 (1964)
- L'ora di Hitchcock (The Alfred Hitchcock Hour) – serie TV, episodio 3x10 (1964)
- Ben Casey – serie TV, episodio 4x18 (1965)
- Le spie (I Spy) – serie TV, episodio 2x07 (1966)
- Codice Gerico (Jericho) – serie TV, episodio 1x13 (1966)
- Star Trek – serie TV, 36 episodi (1967-1969) – Pavel Chekov
- Il virginiano (The Virginian) – serie TV, episodio 9x07 (1970)
- Colombo (Columbo) – serie TV, episodio 6x01 (1976)
- Babylon 5 – serie TV, 12 episodi (1994-1998)
- The Captains, regia di William Shatner – documentario (2011)
- Star Trek: Picard – serie TV, episodio 3x10 (2023) - voce

## Doppiatori italiani
- Mauro Gravina in Star Trek II - L'ira di Khan, Star Trek III - Alla ricerca di Spock, Star Trek VI - Rotta verso l'ignoto
- Claudio Beccari in Star Trek (serie televisiva) (1ª voce)
- Luca Ward in Star Trek (serie televisiva) (2ª voce)
- Vittorio Stagni in Star Trek (film 1979)[3]
- Manlio De Angelis in Star Trek IV - Rotta verso la Terra
- Vittorio De Angelis in Star Trek V - L'ultima frontiera
- Lucio Saccone in Star Trek - Generazioni
- Saverio Moriones in Moontrap - Destinazione Terra

Da doppiatore è sostituito da:
- Roberto Gammino in Futurama